# Teleutias tortus
Teleutias tortus är en insektsart som beskrevs av Rehn, J.A.G. 1917. Teleutias tortus ingår i släktet Teleutias och familjen vårtbitare. Inga underarter finns listade i Catalogue of Life.